# بيدرو لويس فيسنسوتي
بيدرو لويس فيسنسوتي (بالبرتغالية: Pedro Luís Vicençote‏) (مواليد 22 أكتوبر 1957) هو لاعب كرة قدم. يلعب مع منتخب البرازيل لكرة القدم. سبق له أن لعب في كأس العالم لكرة القدم مع منتخب بلاده.

## روابط خارجية
- بيدرو لويس فيسنسوتي على موقع قاعدة بيانات كرة القدم.إي يو (الإنجليزية)
- بيدرو لويس فيسنسوتي على موقع ناشيونال فوتبول تيمز (الإنجليزية)